# Rhys Taylor
Rhys Francis Taylor (* 7. April 1990 in Neath) ist ein walisischer ehemaliger Fußballtorhüter.

## Karriere

### Verein
Rhys Taylor spielte schon für die Jugendakademie vom FC Chelsea, bekam 2007 aber einen Profivertrag. Hauptsächlich spielt er in der Reservemannschaft, durfte aber auch schon mal verletzungsbedingt auf der Bank der Profis Platz nehmen. Im November 2009 wurde er an die Queens Park Rangers verliehen. Die Leihe endete allerdings am 4. Januar 2010, ohne dass er ein einziges Spiel bestritt. Während der Saison 2009/10 wurde er mehrere Male als Torwart für die Reservemannschaft eingesetzt.
Im Juni 2010 trainierte er während der Saisonvorbereitung bei Crewe Alexandra und bekam die Freigabe vom FC Chelsea für eine Leihphase. Die Leihfrist lief zunächst für zwei Monate, mit der Möglichkeit auf Verlängerung bis zum Saisonende. Taylor hoffte bei Crewe Alexandra durch die Verletzung von Stammtorwart Steve Phillips mehr Spielpraxis zu bekommen. Am 6. Juli wechselte er dann zunächst für zwei Monate zu Crewe Alexandra. Nur sechs Tage später absolvierte er in einem Freundschaftsspiel sein erstes Spiel für Alexandra, wobei er beim 4:0-Sieg ohne Gegentor blieb. Anschließend wurde die Leihfrist bis zum Saisonende verlängert und man plante mit Taylor als Stammtorwart.
Am 2. Januar gab der FC Chelsea bekannt, dass Taylor für einen Monat an Rotherham United ausgeliehen werde. Noch am selben Tag absolvierte er sein Debüt beim 3:0-Sieg gegen Bradford City. Am 31. Januar wurde der Leihvertrag bis zum Ende der Saison verlängert.
Am Ende der Leihfrist kehrte Taylor zum FC Chelsea zurück, sein auslaufender Vertrag wurde allerdings genauso wie die Verträge von José Bosingwa und Salomon Kalou nicht verlängert und sie verließen am 1. Juni den Verein.
Nach seiner Entlassung bei Chelsea wechselte er zunächst vertragsfrei zu Preston North End. Doch nachdem er zweimal nur auf der Bank Platz nehmen durfte, heuerte er beim unterklassigen Klub Macclesfield Town an, als Ersatz für den verletzten Lance Cronin. Am 1. Februar gab er sein Ligadebüt für Macclesfield beim 4:0-Sieg über Ebbsfleet United. Seit seinem Debüt ist er Stammtorhüter bei Macclesfield und für die Saison 2013/14 unterschrieb er einen neuen Vertrag.
2019 endete sein letztes Engagement-

### Nationalmannschaft
Im Jahr 2004 spielte er das erste Mal für die U-17, bis 2006 kam er auf neun Länderspieleinsätze. Von 2006 bis 2009 absolvierte er drei Spiele für die U-19. 2008 wurde Taylor im Alter von 17 Jahren von Trainer Brian Flynn für die walisische U-21 nominiert. Flynn sagte, er habe eine große Zukunft vor sich und wäre ein Anwärter für den Stammplatz im Tor der walisischen Fußballnationalmannschaft.

## Titel und Erfolge
- UEFA Champions League: 2012